# Сан-Паоло-Сольбрито
Сан-Паоло-Сольбрито (итал. San Paolo Solbrito) — коммуна в Италии, располагается в регионе Пьемонт, в провинции Асти.
Население составляет 1195 человек (2008 г.), плотность населения составляет 100 чел./км². Занимает площадь 12 км². Почтовый индекс — 14010. Телефонный код — 0141.
Покровительницей коммуны почитается Богоматерь Серрская , празднование 18 сентября.

## Демография
Динамика населения:

## Администрация коммуны
- Официальный сайт: